# ساب ريب
ساب ريب (بالإنجليزية: SubRip)‏ هو برنامج حر يشتغل على نظام ويندوز يقوم بضغط (استخراج) الترجمات وتوقيتها من الفيديو. هو برنامج حر، تم إصداره تحت رخصة جنو العمومية. ساب ريب هو أيضًا اسم تنسيق الملف النصي للترجمات المستخدم على نطاق واسع والأكثر توافقا والذي تم إنشاؤه بواسطة هذا البرنامج (srt.).

## برنامج ساب ريب
باستخدام التعرف الضوئي على الرموز، يمكن لساب ريب الاستخراج من الفيديو المباشر وملفات الفيديو وأقراص الفيديو الرقمية، ثم تسجيل الحوارات أو النصوص مع التواريخ المستخرجة كملف نصي بتنسيق ساب ريب. يمكن أن تُحفظ الترجمات المتعرف عليها اختياريًا كصور نقطية (bitmaps) لطرحها لاحقا (محوها) من الفيديو المصدري.
في الممارسة العملية يتم ضبط ساب ريب مع برنامج مزيل الترميز المناسب للفيديو، ثم يتم إعداده من قبل المستخدم فيما يخص منطقة النص، الخطوط، الأنماط، الألوان، ومتطلبات معالجة الفيديو لاستخراج الترجمة. بعد التجريب والضبط الدقيق، يمكن لساب ريب استخراج الترجمة تلقائيًا لملف الفيديو بالكامل أثناء تشغيله. يسجل ساب ريب أوقات البداية والنهاية ونص الترجمة في ملف نصي بصيغة srt..
يستخدم ساب ريب AviSynth لاستخراج إطارات الفيديو من الملف، ويمكنه نسخ الترجمات من جميع ملفات الفيديو التي يدعمها هذا البرنامج.
تنسيق ملف ساب ريب، كما جاء في موقع ماتروسكا الخاص بحاوية لتنسيق ‏ الوسائط المتعددة، ”ربما يكون أبسط تنسيقات الترجمة“. تتم تسمية ملفات ساب ريب بالامتداد srt. (ساب ريب تيكست)، وتحتوي على سطور منسقة للنص العادي في مجموعات مفصولة بخط فارغ. يتم ترقيم الترجمات بالتتابع، بدءًا من 1. ترميز التوقيت المستخدم هو: الساعة:الدقيقة:الثانية,المللي ثانية (00:00:00,000). الفاصل العشري المستخدم للمللي ثانية هو الفاصلة (,) لأن البرنامج كتب في فرنسا.
1. رقم يحدد الترتيب التصاعدي للجملة في الترجمة الكاملة يبدأ بالرقم 1
2. الوقت الذي يجب أن تظهر فيه الترجمة على الشاشة متبوع ب --> و التوقيت الذي يجب أن تختفي فيه الترجمة في سطر واحد أو أكثر
3. سطر فارغ لا يحتوي على أي نص، يشير إلى أن الجملة قد انتهت[8]

مثال:
```
23
00:02:54,300 --> 00:02:59,356
دع جسدي الصامت والفارغ يُملأ، ويحيى من جديد

24
00:02:59,102 --> 00:03:05,228
لا حاجة في البحث خارجًا، ولا في عبور البحر

```

### التنسيق
تنسيق ملف SRT بسيط جدا مع العلم بأنه يمكن ترك الترجمة بدون تنسيق كما في المثال أعلاه، يعتمد التنسيق هنا على لغة ترميز النص الفائق (HTML)، وهي محدودة في النص الغليض، المائل، خط سفلي، واللون.
- نص غليض – <b> ... </b> أو {b} ... {/b}
- نص مائل – <i> ... </i> أو {i} ... {/i}
- خط سفلي – <u> ... </u> أو {u} ... {/u}
- لون النص – <font color="اسم اللون أو #الرمز"> ... </font>

العلامات المتداخلة فيما بينها مسموح بها، وتنسيق الملف كاملا دفعة واحدة غير مدعومة وإنما جملة بجملة.

### التوافق
تنسيق ملف ساب ريب srt. مدعوم من قبل معظم برمجيات مشغلات الفيديو المدرجة في مقارنة بين برمجيات مشغلات فيديو مثل في إل سي وميديا بلاير كلاسيك هوم سينما. بالنسبة لبرامج ويندوز لمشغلات الفيديو التي لا تدعم تشغيل الترجمة الفورية مباشرةً، يظهر مرشح دايركت إكس دايركت فوب سب الترجمة. يتم دعم تنسيق ساب ريب مباشرةً من خلال العديد من أدوات إنشاء/تحرير الترجمة، وبعض الأجهزة المنزلية لمشغلات الوسائط. في غشت 2008، أضاف يوتيوب دعم الترجمة إلى مشغل الفيديو فلاش الخاص به ضمن خيار "Closed Captioning" - يمكن لمنتجي المحتوى تحميل ترجمات بتنسيق ساب ريب.